# Cambridge (Kansas)
Cambridge – wieś położona w hrabstwie Cowley.